# Drepanoptila holosericea
El tilopo de Nueva Caledonia (Drepanoptila holosericea) es una especie de ave columbiforme de la familia Columbidae. Es la única especie del género Drepanoptila, pero se cree que sería conveniente que dicho género fuera incorporado en Ptilinopus. Es una especie endémica de Nueva Caledonia, en el océano Pacífico, donde habita en bosques y sabana de Melaleuca en alturas de hasta 1000 m.
Se la considera una especie casi amenazado por IUCN a causa de la degradación de su 
hábitat y de la caza.

## Distribución y hábitat
Drepanoptila holosericea es un ave endémica de la isla de Nueva Caledonia, donde habita en los bosques. También habita al sur de Nueva Caledonia en la Ile des Pins, pero no en las Islas de la Lealtad. Investigaciones realizadas en 1998 estimaron que la población total sería de unos 140 000 ejemplares.[cita requerida]
El tilopo de Nueva Caledonia se encuentra normalmente en los bosques húmedos primarios y secundarios hasta los 1.000 metros de altitud, aunque parece preferir los bosques húmedos entre los 400-600 metros sobre el nivel del mar, especialmente los bordes del bosque, donde se alimenta de gran variedad de frutos. 